# ABC-MART梅田ビル
ABC-MART梅田ビル（ABC-MARTうめだビル）は、大阪府大阪市北区茶屋町（梅田地区）にあるオフィス兼商業ビル。

## 概要
1982年にヤンマーの子会社であるヤンマービルによって建設され、その時の名称は「山岡メモリアルビル」だった。その後、AIGスター生命保険に売却され「AIG梅田ビル」となった。そして2010年12月、靴販売チェーンABC-MARTの創業者の資産管理会社に売却され、現在の名称に改称された。
ビルは地上11階、地下2階から構成される。また、地下街と地下で接続している。第3回大阪まちなみ賞大阪市長賞に選ばれた。
隣接するヤンマー本社ビルなどと共に茶屋町の再開発エリアに指定されている。
建設当初から地下二階から地上三階までは阪急百貨店イングス館（2004年まで阪急イングス）が入居していたが、2012年11月18日に閉館し、三日後の11月21日より阪急百貨店うめだ本店に移動した。
阪急百貨店イングス館閉館後の2013年4月19日、地下1階・2階にはファッションビルを運営するOPAが、1 - 3階には、H&M、また、1階・2階には、ABCマートが出店した。しかし、限られた面積では阪急電鉄・阪急阪神不動産系列のHEPやグランフロント大阪、あるいはJR西日本系列のルクアやEST (エスト)との競争上不利であったため、2019年（平成31年）2月28日に地下1階が全面閉鎖され、梅田OPAとしての運営を終了した。その後も一部のテナントがビルのテナントとして残るとともに、OPA撤退跡地の地下1階にはダイソーが増床した。

### 構成施設
- 5階：LEC東京リーガルマインド 梅田駅前本校
- 1 - 3階：H&M UMEDA
- 1階・2階：ABC-MART Grand Stage 梅田
- 地下1階・2階：ダイソー、ファミリーマート等（旧：梅田オーパ）
- オフィスフロア：AIGスター生命保険京阪神総支社、シティバンク梅田支店が入居。

## アクセス
- 阪急電鉄
  - 大阪梅田駅から徒歩2分
- Osaka Metro御堂筋線
  - 梅田駅北改札から徒歩5分
- JR西日本
  - 大阪駅御堂筋口から徒歩4分